# Stealthing
Le stealthing (litt. « furtivement, discrètement »), aussi appelé furtivage ou retrait non consenti du préservatif, est une forme d'agression sexuelle qui consiste, pour un partenaire sexuel, à enlever son préservatif pendant l'acte sexuel, à l'insu de l'autre partenaire. Cette pratique, qui enfreint le consentement du ou de la partenaire, est juridiquement condamnable dans de nombreux pays et est parfois considérée comme un viol.

## Conséquences
Le stealthing peut avoir de lourdes conséquences sur la vie des victimes : elle entraîne une possibilité d'une grossesse non désirée et un risque de transmission du virus de l'immunodéficience humaine (VIH) ou d'autres infections sexuellement transmissibles pour lesquels le préservatif constitue un des moyens de protection.
Il peut avoir les mêmes conséquences pour la victime qu'un viol et produire un trauma sur le long terme.

## Littérature
En 2018 paraît l'étude rétrospective Non-consensual condom removal, reported by patients at a sexual health clinic in Melbourne, Australia (Retrait non consensuel de préservatif, rapportés par des patients dans un centre de santé sexuelle à Melbourne, Australie). L'étude concerne les femmes ayant des rapports sexuels avec des hommes et les hommes ayant des rapports sexuels passifs avec des hommes. L'étude utilise une définition extensive du stealthing qui comprend tous les cas de non utilisation non consensuelle de préservatif, pas seulement les cas de retrait furtif. L'étude rapporte de 32 % des femmes et 19 % des hommes ont vécu un stealthing sous cette définition extensive. 

## Questions juridiques et éthiques

### Pays qui pénalisent la pratique
Dans de nombreux pays, comme en Suisse ou au Canada, de tels actes ont été condamnés et se résument à un non respect du consentement du partenaire sexuel et donc à une agression sexuelle,,. La pratique est aussi condamnable selon les lois du Royaume-Uni.

### Aucune incriminalisation en France
En France, il n’y a pas, en 2024, de jurisprudence sur la possibilité de qualifier un tel acte de viol ; en 2021, l’avocat pénaliste Avi Bitton juge que qualifier le stealthing de viol par surprise « se plaide mais ça peut faire débat », en l’absence d’une loi créant une incriminalisation spécifique[pertinence contestée].

### Manque de reconnaissance légale aux États-Unis
Alexandra Brodsky, juriste aux États-Unis, dénonce un manque de reconnaissance légale de la pratique alors qu'elle devient répandue et connue. Elle milite pour la création d'un délit adapté dans la loi étasunienne et rapporte que des « communautés virtuelles d'hommes » existent sur Internet dans le seul but de tromper leur partenaire, en défendant un « droit masculin à diffuser sa semence »,.